# Teleférico de Orizaba
El Teleférico de Orizaba es un teleférico ubicado en el centro histórico de Orizaba, Veracruz. Comunica al centro histórico partiendo del puente independencia sobre el río Orizaba hasta la cima del Cerro del borrego. Fue inaugurado el 26 de diciembre de 2013, por los ciudadanos Orizabeños con sus impuestos o contribuciones que otorgan al H. Ayuntamiento de Orizaba, junto con el apoyo y servicio público recibido del presidente municipal.